# フィスト
『フィスト』（原題：F.I.S.T.）は、1978年制作のアメリカ合衆国の映画。
全米長距離トラック協会（F.I.S.T. Federation of Inter State Truckersの略、架空の労働組合）の若きリーダーとしてのし上がっていく青年の野望を描いた作品。ノーマン・ジュイソン監督、シルヴェスター・スタローン主演・兼脚本。
主人公はジミー・ホッファがモデルとなっている。

## あらすじ
1937年のオハイオ州クリーブランド。ハンガリー移民の子としてスラムで育った食品貯蔵会社の長距離トラック運転手ジョニー・コヴァックはある日、待遇改善要求で仲間の先頭に立ち、会社から時間外労働に対する賃金支払いの言質を勝ちとったことで、そのリーダーシップが大いに知れ渡り、全米長距離トラック輸送組合（F.I.S.T.）の第302支部の委員として頭角を表す。
ジョニーは資本家の妨害にもめげず、あの手この手を使ってF.I.S.T.の勢力を全米へ拡大していき、ついにはその中央委員長の座にまで登りつめる。

## キャスト
※括弧内は日本語吹替（テレビ版・初回放送1984年12月28日 TBS）
- ジョニー・コヴァック - シルヴェスター・スタローン（羽佐間道夫）
- マディソン - ロッド・スタイガー
- マックス - ピーター・ボイル
- アンナ - メリンダ・ディロン
- エイブ - デヴィッド・ハフマン
- ヴィンス - ケヴィン・コンウェイ
- ベイブ - トニー・ロビアンコ
- モリー - キャシー・イェーツ
- アーサー - ピーター・ドゥナット
- タルボット - ヘンリー・ウィルコクソン
- マイク - リチャード・ハード
- フランク - ブライアン・デネヒー